# Charlie Chan

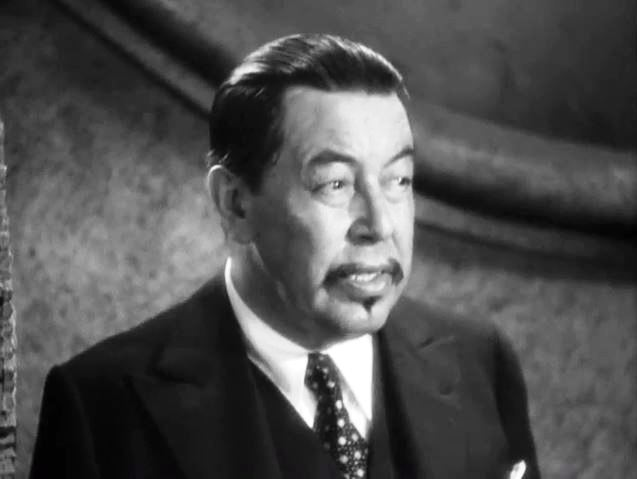
Warner Oland jako Charlie Chan w filmie Charlie Chan’s Secret (1936)

Charlie Chan – postać literacka, mieszkający w Honolulu detektyw chińskiego pochodzenia. Stworzył go Earl Derr Biggers. Pojawia się w sześciu powieściach wydanych w latach 1925–32. Biggers, pisząc swoje książki, inspirował się postacią Changa Apana (1871–1933), oficera policji z Honolulu.

## Opis postaci
Charlie Chan (w pierwszych powieściach jest sierżantem, później awansowany na inspektora) jest Chińczykiem z amerykańskim obywatelstwem, mieszkającym w Honolulu. Jest żonaty i ma bardzo liczne potomstwo, gdy najstarsza jego córka już studiuje, żona Chana rodzi jeszcze kolejne dziecko. Jest wielbicielem życia rodzinnego i gdy w powieści trafia się jakaś młoda para mająca się ku sobie (a w książkach Biggersa są to sytuacje częste), Chan zawsze stara się im dopomóc znaleźć drogę do małżeństwa. Zewnętrznie Charlie Chan jest dość tęgi, ale mimo to szybki i sprawny fizycznie. Mówi często w sposób bardzo kwiecisty, dystyngowany, kojarzony z tzw. wschodnią wytwornością i niekiedy z przesadną grzecznością, przy czym ma duże poczucie humoru i autoironii. Jako detektyw jest niezwykle spostrzegawczy, wychwytuje szczegóły i doskonale kojarzy fakty. Powieści z Charlie Chanem należą do tzw. klasycznych kryminałów z zagadką - łamigłówką, bez epatowania przemocą, zatem ich główny bohater jeśli chodzi o sposób rozwiązywania zagadek przypomina Herkulesa Poirota, Jane Marple czy Nerona Wolfe, wyróżniając się jednak na tle typowych bohaterów podobnych książek niebanalnymi cechami osobistymi, choćby z racji pochodzenia. 

## Powieści autorstwa Biggersa
- Dom bez klucza (The House Without a Key, 1925)
- Chińska papuga (The Chinese Parrot, 1926)
- Za kurtyną (Behind That Curtain, 1928)
- Czarny wielbłąd (The Black Camel, 1929)
- Charlie Chan prowadzi śledztwo (Charlie Chan Carries On, 1930)
- Strażnik kluczy (Keeper of the Keys, 1932)

## Filmy z Charliem Chanem
- Czarny wielbłąd (The Black Camel)
- Charlie Chan w Paryżu (Charlie Chan in Paris)
- Charlie Chan w Egipcie (Charlie Chan in Egypt)
- Charlie Chan w cyrku (Charlie Chan at the Circus)
- Charlie Chan w operze (Charlie Chan at the Opera)
- Sekrety Charlie Chana (Charlie Chan's Secret)
- Charlie Chan na olimpiadzie (Charlie Chan at the Olympics)
- Charlie Chan i klątwa Dragon Queen (Charlie Chan and the Curse of the Dragon Queen)
- Charlie Chan w Londynie (Charlie Chan in London)
- Charlie Chan na Broadwayu (Charlie Chan on Broadway)